# Valkeakoski kvinnokompani
Valkeakoski kvinnokompani var en enhet i Valkeakoski  under finska inbördeskriget 1918. Kompaniet bestod av kvinnor från Valkeakoski industrisamhälle i Sääksmäki församling, vilka mestadels var arbetare på Tervasaari pappersbruk. Gardet inkluderade totalt 115 kvinnor, varav cirka 50 var i den beväpnade avdelningen, medan de övriga utförde underhållstjänst och sjukvårdsuppgifter. I strider, avrättningar och fångläger dödades 47 av dem, vilket motsvarar praktiskt taget alla kvinnor i den beväpnade avdelningen.

## Upprättande och allmän verksamhet
Den industriella verksamheten hade börjat i Valkeakoski i början av 1870-talet och 1917 hade samhället vuxit till en tätort på cirka 3 000 invånare. En arbetareförening grundades 1896. Arbetarna upprättade en ordningsvakt för samhället under storstrejken i november som omvandlades till ett militärgarde några dagar efter inbördeskrigets utbrott den 30 januari 1918. Det fanns cirka 600-700 medlemmar i Valkeakoskis röda garde. Kvinnogardet inrättades den 2 februari, när de första 20 kvinnorna anslöt sig. Det totala antalet medlemmar var 120-130, varav de flesta arbetade på pappersbruket. Åtminstone ett dussin pigor eller hembiträden var också medlemmar. Förutom i Valkeakoski bildades också röda kvinnogarden i Helsingfors och Viborgs signalkompani redan i början av februari.
Kvinnorna som gick med i gardet var mellan 15 och 51 år gamla, men medelåldern var bara cirka 20 år. Medlemmarna i den beväpnade sektionen var huvudsakligen 15-20 år gamla, antingen den lokala fack- eller arbetarföreningen, eller i kvinno- eller ungdomsavdelningen under den. Gardisterna fick en lön på tio finska mark (FIM) om dagen, vilket var ungefär samma som dagslönen för en pappersbruksarbetare.
Valkeakoski kvinnogarde hade i motsats till de flesta andra kvinnliga garden ett manligt befäl, Harald Nederström, en 24-årig arbetare från Åbo. Kompaniet delades in i tre divisioner, vars befäl utsågs genom omröstning. Första plutonen leddes av 22-åriga Ida Järvinen, andra plutonen av 16-åriga Lydia Lehto och tredje plutonen av 18-åriga Amanda Kujala. Gardet innehöll möjligen också en separat maskingevärsgrupp på sex kvinnor.

## Verksamhet i Valkeakoski

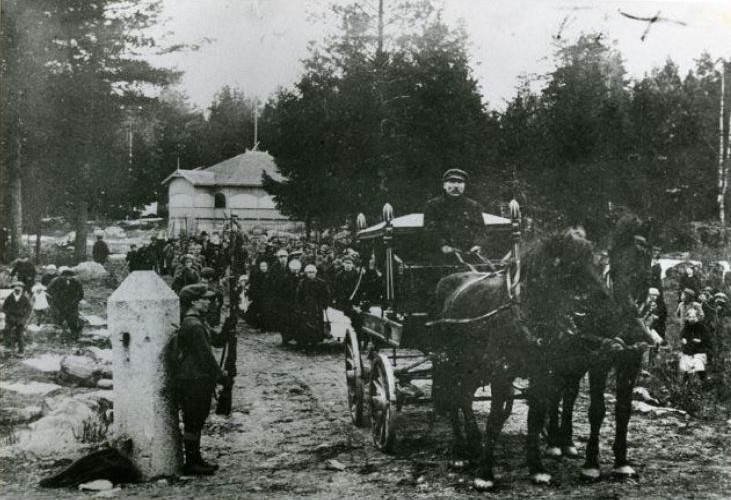
Siiri Lehtinens begravning i Valkeakoski den 14 april 1918.

Runt 50 kvinnor anslöt sig till kvinnogardets beväpnade avdelning, resten utförde underhålls- och sjukvårdstjänster. Underhållsuppgifterna inkluderade livsmedelsförsörjning förutom underhåll av utrustning och klädsömnad.  Cirka 30 gardister var sjukvårdare. Deras ledare och instruktör var Hilda Rantanen. Sjukvårdarna tjänstgjorde efter en kort omläggningkurs på sjukhuset i Toijala sjukhus. Därifrån sändes de även till fronten, åtminstone till Kuhmoinen, Vehkajärvi och Ruovesi. Kökspersonal från Valkeakoski sändes också till fronten. Det saknas tydliga uppgifter om den väpnade avdelningens aktiviteter. men tydligen inkluderade dess program övningar och vakttjänst. Den 10 april inträffade en olycka i Valkeakoski arbetarföreningshus, när en ung rödgardist av misstag avfyrade ett vapen och dödade 17-åriga Siiri Lehtinen. När hon begravdes fyra dagar senare passerade begravningståget genom en hedersvakt bestående av kvinnliga gardister med gevär.
Kvinnorna i de beväpnade avdelningarna deltog också i arresteringar och fångtransporter av de vita i Valkeakoski. Den 15 april arresterade man cirka 30 män som inte följt högkvarterets order om att inställa sig till tjänst i gardet. Tio av de tillfångatagna männen sköts. Två dagar senare i Hausjärvi var den 19-åriga rödgardisten Liisa Laurén inblandad i avrättningarna av pappersbrukets tekniska chef Gunnar Carpelan och ingenjören Johan Niska. Hon var den enda i Valkeakoski kvinnogarde som gjorde sig skyldig till att arkebusera vita.

## Bataljer

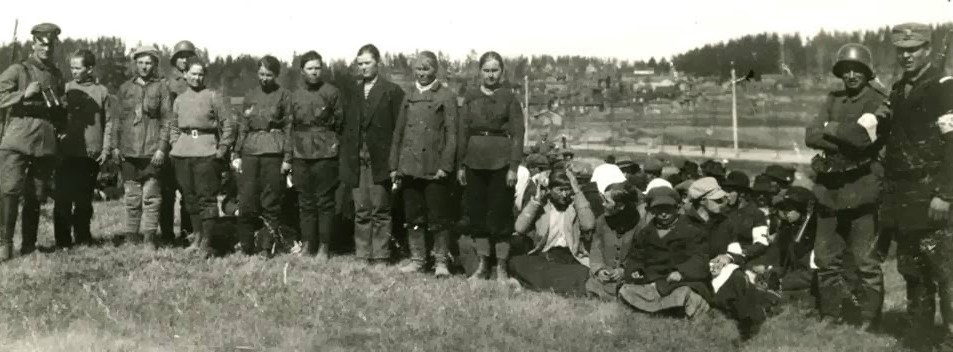
Medlemmar i Valkeakoski kvinnokompani fångade efter slaget i Syrjäntaka, samtliga avrättade ett par dagar senare.

Valkeakoski kvinnogardes beväpnade avdelning deltog i striderna först mot slutet av kriget, när tusentals rödgardister flydde österut från västra Finland. Kvinnogardet rensade vägen för kolonnen genom de vita och tyska linjerna vid Alvettula och kyrkbyn i Hauho i Syrjäntaka by i Tulois ända tills de till slut fängslades.
Efter slaget om Tammerfors den 6 april startade den vita svenska brigaden en attack mot Valkeakoski den 24 april, varifrån de röda flydde till Tavastehus, vissa längs vägarna och andra med pappersbrukets pråmar och båtar. Men den tyska baltiska divisionen intog Tavastehus den 26 april, vilket båtpassagerarna fick höra i Mierola ström i Hattula. Man vände nu norrut mot Hauho och anslöt sig till de tusentals röda som flydde från Tavastehus. Flyktingkolonnens mål var att nå Lahtis och därifrån fortsätta öster om Kymmene älv.
Kvinnogardet fick sitt elddop den 27 april i Alvettula när man intog Alvettulabron som hölls av de vita. Enligt flera ögonvittnesberättelser spelade Valkeakoskikvinnorna en avgörande roll i överrumplandet. Ett tidigare försök hade gjorts att komma över bron men det var bara med det tappert kämpande kvinnogardet som detta lyckades. Från Alvettula fortsatte flyktingtåget mot Hauho kyrkby, där man nästa morgon kom i strid igen när tyskarna och de vita attackerade. Fiendens försök att inta kyrkbyn slogs dock tillbaka och kolonnen fortsatte röra sig mot Lahtis. Efter striden stannade Valkeakoskikvinnorna i skyttevärnen för att skydda kolonnen i händelse av en ny tysk attack tills man kunde ta sig vidare.
Men de röda mötte ändå tyskarna i strid samma natt i striden vid Syrjäntaka, ett av de mest kända och blodigaste slagen i hela kriget. Efter en artillerikoncentration som pågick hela natten attackerade de röda tyskarnas ställningar som höll korsvägen. Kvinnorna från Valkeakoski var de första som anföll och till slut fick tyskarna dra sig tillbaka inför den överväldigande styrkan. Uppskattningsvis dog 90 tyskar och 300 rödgardister i striden. Senare beskrev befälhavaren för de tyska styrkorna Rüdiger von der Goltz i sina memoarer hur han häpnade inför kvinnokompaniets rasande attack. Efteråt kunde den 18 kilometer långa flyktingkolonnen passera genom Syrjäntaka by mot Lahtis. En grupp kvinnor från Valkeakoski blev emellertid tyskarnas fångar. Även de röda som nådde Lahtis skars av några dagar senare inuti fiendens blockad. Av kvinnogardisterna från Valkeakoski dödades säkert minst tre kvinnor i strid.
Tyskarna överlämnade sina fångar efter slaget i Syrjäntaki till de vita som avrättade dem i Hauho den 1 maj. Ytterligare kvinnogardister från Valkeakoski fångades under dagarna efter striderna i Lahtis, Hollola, Itis, Hämeenkoski, Tyrväntö och Kärkölä. Somliga kunde fly till Valkeakoski, där även de fängslades. Kvinnogardisterna som lyckades undkomma avrättning forslades senare till Lahtis, Tavastehus och Sveaborgs fångläger.

## Massavrättningen i Hauho

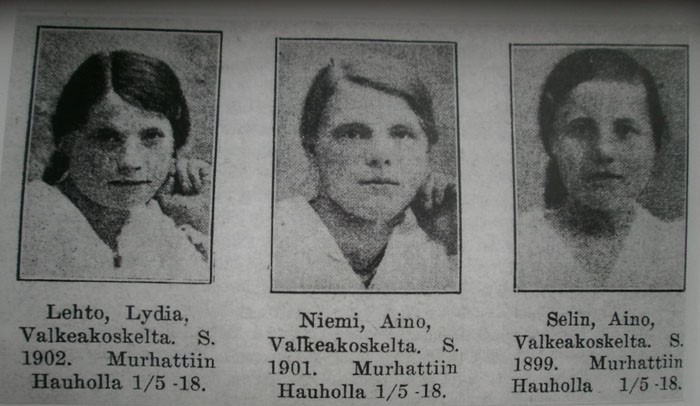
Foton av avrättade kvinnogardister publicerade i tidskriften Itä ja Länsi (Öst och väst) 1928.

Delar av Valkeakoski kvinnogarde tillfångatogs av tyskarna under förvirrade förhållanden efter striden i Syrjäntaka. Det exakta händelseförloppet är inte känt, men troligtvis lyckades tyskarna skära av flyktingtågets eftertrupp, då även kvinnogardisterna som var med kunde gripas. Tyskarna lämnade byn kvällen efter striden den 29 april och överlämnade cirka 150 fångar till de vita finländarna.
De var förmodligen mellan 30 och 50 kvinnor, vilka alla inte var kvinnogardister. Innan avrättningen hölls kvinnorna inspärrade under två dagar i en lada i Suomaa. Det finns motstridiga uppgifter om händelserna, enligt vissa rapporter gick de vita inte in i ladan, utan vakterna cirkulerade utanför. Men enligt teatermannen Vilho Siivola, som skrev om händelserna i inbördeskriget i sin självbiografi, blev dock kvinnorna våldtagna. Tio år efter kriget grundade han sin uppfattning på uppgifter från invånare i de närliggande husen.
På morgonen den 1 maj transporterades kvinnorna till avrättningsplatsen, som ligger i byn Mustila vid kanten av Siikanen träsk. De vita hade redan grävt färdigt en massgrav på platsen. Avrättningen genomfördes genom att fem kvinnor i taget beordrades kliva upp på en planka som placerats över graven, från vilken de sedan sköts. Avrättningarna bevittnades även av invånarna i det närliggande grannskapet och utfördes av män från Österbotten och Tulois skyddskårer. Det är också känt att jägarlöjtnant Hugo Österman, som senare blev befälhavare för försvarsmakten, var inblandad.
Det totala antalet avrättade kvinnor var mellan 24 och 29. På platsens minnesmärke nämns visserligen 36 avrättade Valkeakoski-kvinnor, men antalet är förmodligen för högt eller några av offren var från någon annanstans. Åtminstone tre av de kvinnliga gardisterna som fängslades i Valkeakoski avrättades i skogen bakom Sorrilaskolan den 3 maj. Dessutom sköts 1-4 kvinnor i fångläger och sju dog av olika sjukdomar eller svält. Totalt 30 av Valkeakoskis kvinnogardister åtalades av brottmålsdomstolen, varav fyra fick maxstraff.

## Skönlitteratur och dramatik
Anneli Kantos roman Veriruusut (Blodrosor) som gavs ut 2008, berättar om Valkeakoski och Tammerfors kvinnokompani. Teaterdirektör Pekka Saaristo har dramatiserat en pjäs med samma namn baserad på boken, som bland annat har framförts i Björneborg och Tammerfors.